# História de Itumbiara
A história de Itumbiara é iniciada em 1824, quando o Marechal Cunha Matos instalou na região da cidade o porto de Santa Rita do Paranaíba, para atender a passagem da estrada que ligava a antiga capital de Goiás, Goiás Velho, à Uberaba, em Minas Gerais.
O local começou a ser densamente povoado com a chegada de várias famílias vindas de diversas regiões do país, sobretudo de Minas Gerais e São Paulo. As famílias tinham como objetivo explorar, através da agricultura e agropecuária, as terras férteis do Vale do Paranaíba.
Essas famílias migrantes construíram uma capela denominada "Santa Rita", que mais tarde viria a ser a padroeira da cidade. A área a ser instalada o futuro município foi doada pelas famílias de José Domingos da Costa, José Bernardo da Costa e Antônio Francisco Gardiano, cujo documento foi lavrado em 17 de janeiro de 1824. Em 2 de agosto de 1824, foi criado o Distrito e freguesia de Santa Rita do Paranaíba, por resolução Provincial nº 18, elevado a Paróquia pelo Bispo de Goiás, Dom Prudêncio.
Em 16 de julho de 1909, foi criado o município de Santa Rita do Paranaíba através da Lei nº 349, sancionada por Urbano Coelho. Em 12 de outubro do mesmo ano, foi instalado o município. A inauguração da Ponte Afonso Pena, em 15 de novembro de 1909, no município, trouxe muito êxito aos habitantes do lugar, e assim ocorreu novamente o grande crescimento populacional da região.
Em 31 de dezembro de 1943, uma consulta popular foi realizada no município, na gestão do prefeito José Gomes de Lima. O objetivo desta consulta era a suposta alteração do nome do município. Através da consulta, o município de Santa Rita do Paranaíba passou a chamar-se Itumbiara, que em língua indígena significa "Caminho da Cachoeira". A Cachoeira Dourada, localizada no município, foi o principal fator da alteração do nome da cidade - Atualmente a Cachoeira Dourada localiza-se no município de Cachoeira Dourada, desde que este foi emancipado de Itumbiara em 1982.
Durante a Revolução Constitucionalista de 1932, Itumbiara sediou o violento confronto do Exército brasileiro com as forças rebeldes de São Paulo. O movimento revolucionário era formado principalmente por advogados, professores, comerciários e universitários, que tinham como objetivo principal a convocação imediata de eleições gerais para os cargos de Presidente da República, Deputados e Senadores e a consequente elaboração de uma nova constituição para o Brasil. Embora Getúlio Vargas tenha sufocado os revolucionários paulistas, as eleições foram convocadas em 1933 e os brasileiros passaram a viver num Estado de Direito a partir da promulgação da Constituição brasileira de 1934. A Ponte Affonso Penna guarda ainda hoje, através de perfurações à bala, marcas desse episódio da história brasileira.
Apesar da quantidade de água existente na cidade, a energia elétrica só foi instalada em 1933.
Em 1952, o município perdeu parte de seu território com a emancipação do distrito do Panamá. Em 1982, novamente Itumbiara perdeu parte de seu território com a emancipação do distrito de Cachoeira Dourada. Novamente, em 1993, o município perdeu parte de sua área territorial com a criação do município de Inaciolândia.
A cidade recebeu, durante sua história, as visitas do Presidente da República Affonso Augusto Moreira Pena, Juscelino Kubitschek de Oliveira, Emílio Garrastazu Médici, Ernesto Geisel, João Batista de Oliveira Figueiredo, Fernando Affonso Collor de Mello, Fernando Henrique Cardoso e Luiz Inácio Lula da Silva.